# Arcozelo (Vila Nova de Gaia)
Arcozelo es una freguesia portuguesa del concelho de Vila Nova de Gaia, con 7,82 km² de superficie y 12.393 habitantes (2001). Su densidad de población es de 1 584,8 hab/km².